# Carmen Laffón
Carmen Laffón   (Sevilla, 8 d'octubre de 1934 - Sanlúcar de Barrameda, 7 de novembre de 2021) va ser una pintora i escultora figurativa espanyola. Va rebre el Premi Nacional d'Arts Plàstiques. Era membre de la Reial Acadèmia de Belles Arts de San Fernando. Va rebre el nomenament de Filla Predilecta d'Andalusia l'any 2013

## Biografia

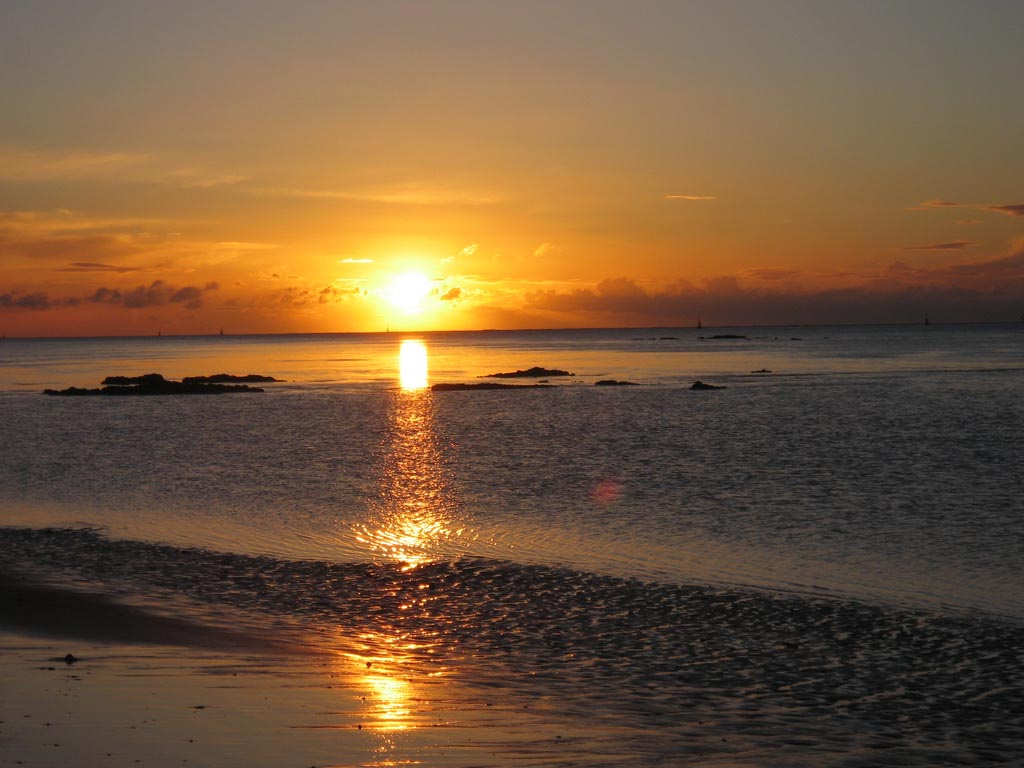
Posta de sol a les platges de Sanlúcar de Barrameda (Cadis).

Carmen Laffón de la Escosura neix a Sevilla el 1934, en una família culta, progressista i acomodada. Els seus pares, que s'havien conegut a la Residència d'Estudiants de Madrid, decideixen no portar-la al col·legi i opten per a una escolarització a casa, on acudeixen els seus diferents professors.
Els seus inicis en la pintura tenen lloc quan compta dotze anys, de la mà del pintor Manuel González Santos, amic de la família i antic professor de dibuix del seu pare, per la indicació del qual ingressa a l'Escola de Belles arts de Sevilla, als quinze anys. Després de cursar estudis en aquesta institució durant tres anys es trasllada a Madrid, a l'Escola  de Belles Arts, on acaba la seva formació. En aquest mateix any, 1954, fa el seu viatge de fi d'estudis a París, on queda especialment impressionada per l'obra de Marc Chagall. L'any següent realitza una estada d'estudis a Roma amb una beca del Ministeri d'Educació. Els seus viatges a Viena i els Països Baixos són també fites importants en aquests anys de formació.
Al seu retorn a Sevilla el 1956 continua pintant a la casa d'estiu familiar a La Jara, enfront del Parc Nacional de Doñana, que acabarà sent el lloc central de la seva activitat artística. El 1958 fa les dues primeres exposicions individuals, una a l'Ateneu de Madrid i l'altra al Club La Rábida de Sevilla. Entre 1960 i 1962 resideix a Madrid. El 1961 coneix Juana Mordó, que s'interessa vivament per la seva obra i li ofereix un contracte amb la galeria Biosca. La relació amb Juana Mordó seguiria més tard quan aquesta va muntar la seva pròpia galeria. En el grup d'artistes que treballava per Mordó hi havia molts dels noms més importants de la pintura espanyola de l'època: Manuel Millars, Antonio Saura, Rafael Canogar, Lucio Muñoz, Eusebio Sempere, Manuel Hernandez Mompó, Pablo Palazuelo, Gustavo Torner, Fernando Zóbel i Antonio López, l'únic figuratiu de tota la llista. La manera de pintar de Carmen Laffón diferia molt de l'abstracció que imperava als cercles creatius d'Espanya en aquell moment, en els quals els artistes de Juana Mordó tenien un lloc preponderant.
El 1962 torna a Sevilla però continua la seva relació amb Juana Mordó. Amb la creació el 1967 de l'escola El Taller, al costat de Teresa Duclós i José Soto, Carmen Laffón s'apropa al món de l'ensenyament artístic, al que tornarà més tard en incorporar-se el 1975 a la càtedra de Dibuix del Natural de l'Escola de Belles arts de Sevilla, on romandrà fins a 1981. El 1982 rep el Premi Nacional d'Arts Plàstiques.
El 1998 és nomenada acadèmica de la Reial Acadèmia de Belles Arts de San Fernando de Madrid. El 16 de gener de 2000 va pronunciar el discurs d'ingrés titulat Visión de un paisaje que va versar sobre la seva relació amb Sanlúcar de Barrameda i el Parc Nacional de Doñana. Viu entre Sanlúcar de Barrameda i Sevilla i admira enormement Mark Rothko.
«El Guadalquivir es el río de Sevilla, mi ciudad de nacimiento, que me lleva a Sanlúcar de Barrameda, mi otra ciudad, donde comencé a pintar y a soñar».
El 2006 exposa a la cripta del claustre del Monestir de Silos la seva obra «La Viña», inspirada per la vinya que cuida com si fos un jardí a la seva residència de la Jara. Aquesta exposició va consistir en un oli homenatge a Santo Domingo, dibuixos de gran format sobre el paisatge de la vinya de Santa Adela, a La Jara, i uns altres entorn del tema de la vinya i la verema, així com una escultura en escaiola, posteriorment adquirida pel M.N.C.A. Reina Sofia de Madrid, i divuit canastres de bronze en clara referència als oficis de la verema.

## Obra
El 1992 té lloc al Museu Reina Sofia de Madrid una exposició retrospectiva que recorre pràcticament la totalitat de la seva carrera artística. La seva obra, realitzada principalment amb les tècniques del carbonet, el pastís i l'oli, abasta el retrat (ha realitzat sengles retrats dels reis d'Espanya, Joan Carles I d'Espanya i Sofia de Grècia), la naturalesa morta, els objectes quotidians i, de manera molt especial, el paisatge. Les seves vistes del Parc Nacional de Doñana són un veritable prodigi de depuració estilística i d'intensitat estètica. Des de mitjans dels 90, Carmen Laffón explora el món de l'escultura.

### Museus
Museus amb obra de Carmen Laffón:
- Fundació Mapfre
- Banc d'Espanya
- Banc de Santander
- Museu d'Art Abstracte de Conca.
- Col·lecció Art del Segle XX. Donació Eusebio Sempere. Alacant
- Fundación Juan March
- Metropolitan Museum of Art Nova York
- Museu Meadows de Dallas
- Museu Reina Sofia
- Fundació Aena
- Caixa de Burgos
- Fundació Casa de la Moneda. Madrid
- MUICO. Museu Col·leccions ICO, Madrid
- Museu Provincial de Jaén
- Centre Andalús d'Art Contemporani. Sevilla

## Exposicions
- Ateneu de Madrid 1958
- Sala Biosca Madrid 1961
- Galeria La Passarel·la Sevilla 1966
- Galeria Juana Mordó Madrid 1967
- Galeria Juana d'Aizpuru Sevilla 1978
- Galeria Maese Nicolás León 1980
- Museu Nacional Reina Sofia 1992
- Fundació Focus Exposició retrospectiva 1995
- Casa de la Moneda de Madrid 2000
- Dotze artistes en el Museu del Prado (maig-juny del 2007).

## Reconeixements
- Premi Nacional d'Arts Plàstiques
- Filla Predilecta d'Andalusia
- Premi Manuel Clavero[3]